# 早川貴子
早川 貴子（はやかわ たかこ、1981年3月19日 - ）は、元グラビアアイドル、バー経営者。
東京都目黒区にて、「ラーメンBAR スナック、居酒屋。」を経営している。

## リリース作品

### 写真集
- 悩殺フェロモンレッグス（2007年5月 心交社）香納葉月と共演

### DVD
- TOKYO NUDE 2 （2005年07月 イーネットフロンティア）日向あきら名義
- 月刊　隆行通信 Vol.20　早川貴子（2006年12月 スタジオデュオ）
- 官能レッグフェロモン PART1（2007年6月 心交社）香納葉月と共演
- 官能レッグフェロモン PART2（2007年6月 心交社）香納葉月と共演
- Juicy Dynamite（2008年8月 オルスタックピクチャーズ）
- BIG BOOP GIRL（2008年12月 アストロシステムジャパン）

## 出演

### テレビ
- 乙音の部屋（2009年4月2日、5月4日、エンタ!371）[2]

### ウェブ
- 東京艶女